# Anděl na kolečkách
Anděl na kolečkách je reportáž českého básníka, prozaika a lékaře Miroslava Holuba. Dílo poprvé vyšlo v Československu v roce 1963 a jedná se o první autorovu prózu. Text je rozdělen do 8 kapitol, které jsou dále členěny na kratší úseky. Je psán ve formě črt nebo krátkých úvah a pojednává o stavu americké technokratické společnosti 60. let. Reportáž je psána na základě autorova pobytu ve Spojených státech amerických.

## Obsah
Text bývá označován jako poloreportáž. Obsahuje řadu znaků publicistického stylu, nalezneme v něm přesná data, statistiky a informace o americké společnosti. Na druhou stranu její kompozice není chronologická. Ve většině případů se jedná o nahodilý popis zážitků z cest po Americe. Celý text bývá zařazován do oblasti literárního experimentu, který spočívá v kombinaci stylu publicistického a uměleckého.
Součástí kompozice jsou také citáty významných osobností americké literatury 20. století. Holub zmínil například slova Gertrudy Steinové nebo Allena Ginsberga. První kapitolou začíná pobyt autora ve Spojených státech. Ocitá se na letišti a popisuje první, nejmarkantnější rozdíly mezi českou a americkou společností. V druhé kapitole komentuje rozvoj infrastruktury a všímá si, že nezbytnou součástí rodiny je automobil. Postupně se dostává do nejznámějších center, jako je Brooklyn nebo Wall Street a pozastavuje se nad zvláštní prázdnotou všeho, co zde navštíví. V kapitole Stroj času popisuje autor hospodaření státu. Podkládá ho přesnými číselnými údaji. V šesté části, nazvané Co děláme celý ten den je shrnut život průměrného Američana v 60. letech 20. století. Opět zde nalezneme přesná data o příjmech a výdajích domácností, žebříček nejbohatších měst v USA (tehdy to bylo Chicago a San Francisco). Holub upozorňuje i na velké problémy s nezaměstnaností. Sedmá kapitola je zajímavá z hlediska srovnání dobové literatury. Holub v Americe navštívil řadu známých osobností. Jedna podkapitola je pojata jako záznam rozhovoru s Lawrencem Ferlinghettim, americkým básníkem, který psal podobně jako Holub poezii volným veršem. Miroslav Holub navštívil také absurdní divadlo, jehož inscenaci srovnával se snobskou americkou společností. V poslední části představuje závěrečnou reflexi tamní společnosti.

## Ohlasy
První vydání, které připravilo v roce 1963 nakladatelství Československý spisovatel, vzbudilo vlnu pozitivních ohlasů. Kniha vyšla s drobnými úpravami ještě dvakrát, v roce 1964 a 1966. Po roce 1968 došlo ke změně politických poměrů v Československu a další vydávání Holubových děl bylo zakázáno. V roce 1964 Vladimír Blažek o knize v časopise Host do domu napsal, že podtextem díla jsou především obavy o člověka v prostředí, které stále zrychluje – a že tyto obavy mohou být platné i pro československé čtenáře. Podle Blažka vykreslil Holub Ameriku realisticky, jako kulturu rozvinuté techniky a vysokých standardů života, čímž se text odlišuje od téměř „démonického“ zobrazování USA v 50. letech v Československu.